# Bengt Elde
Bengt Christofer Elde, född 1 oktober 1939 i Bromma församling i Stockholm, död 23 januari 2015 i Nacka församling i Stockholms län, var en svensk målare och illustratör.
Bengt Elde var en produktiv konstnär vars naivistiska detaljrika målningar fick stor spridning i form av affischer, julkalendrar, brickor och på sjukhusväggar. Vita knubbiga hästar var ofta förekommande i hans verk och bilderna har överlag tycke av folkkonst. Hans bilder var genuint folkliga även i så måtto att de främst fick en populär reception. Inspiration till måleriet hämtade han i Stockholm och i Gravendal i Dalarna, där han tillbringade stora delar av året.
Bengt Elde var son till kyrkoherde Hilmer Elde i Sollentuna och Maj, ogift Jonsson, samt morbror till biskop Sven Thidevall och farbror till Anna-Karin Elde. Han gifte sig 1964 med textilkonstnären Kerstin Elde, ogift Olofsson (född 1939). Han är far till konstnären Cecilia Elde (född 1964) och Christofer Elde.
Bengt Elde är begravd på Katarina kyrkogård i Stockholm.